# عيد سعود
عيد سعود الشمري من مواليد حائل، ممثل ومنشد ومذيع سعودي، وحاصل على بكالوريوس تعليم ابتدائي دراسات قرآنية، وهو من الممثلين الساخرين الذين ظهروا منذ مسيرة الدراما المحافظة.

## أعماله الإنشادية
- واحد طش
- 2 طش
- ((على الريش))
- 3 طش
- القلوب السالية
- ألبوم أبو حنشل
- شيلات عيد سعود

## أعمال البرامجيه
- برنامج بواري 1 و2
- برنامج زد رصيدك 3
- برنامج قدها
- حامض حلو 1 و2
- برنامج آت
- برنامج جاك إتصال

## أعماله التمثيلية
مشاركة مع  حامد الضبعان وياسر حبيب في بواري بالموسمين الأول والثاني
- مسلسل شقتكو1
- مسلسل شقتكو2
- فيلم شرابيك
- مسلسل نجمة إلا ربع شارك كضيف شرف
- مسلسل زوايا 2 مع هاني مقبل
- مسلسل صباح الليل
- مسلسل أبو حنشل

## المسرحيات
- ثقوب في ثوب العدالة 1415 هـ
- الكنز 1416
- حارة الكرماء(1) 1418 هـ
- الصفقة 1418 هـ
- أرنب حمد (مسرحية أطفال) 1419 هـ
- القافلة 1420 هـ
- شيك بدون رصيد 1421 هـ
- كوكو (مسرحية أطفال) 1421 هـ
- حارة الكرماء (2) 1422 هـ
- القضية 1422 هـ
- السوق 1422 هـ
- العنوسة
- السم في العسل
- المقلوبة
- تجار الوهم

## كليباته
- على العهد عن النبي صلى الله عليه وسلم
- رب صدفة (عن فيلم شرابيك)
- البدوان (عن ألبوم 2 طش)
- الروض الخضر (عن ألبوم 3 طش)
- ويلي ويلي (عن مسلسل صباح الليل 3)
- القلوب السالية (عن ألبوم القلوب السالية )
- بيت الشعر (عن ألبوم أبو حنشل )

## أسماؤه التمثيلية
- أبو حنشل وهي أشهر الشخصيات التي يؤديها
- صنقل "أكتشف عيد الشخصية في البرنامج الواقعي (زد رصيدك 3) وإلى الآن مستمرّه"
- سيحون جيحون
- ثجاج
- زغلول أخو فتحية
- جزاع (شخصية خاصة بالسناب شات )

## وصلات خارجية
- صفحته الرسمية على تويتر عيد سعود.